# Scytodes piroca
Scytodes piroca är en spindelart som beskrevs av Cristina A. Rheims och Antonio D. Brescovit 2000. Scytodes piroca ingår i släktet Scytodes och familjen spottspindlar. Inga underarter finns listade i Catalogue of Life.